# Allan Jefferies
Allan Jefferies   (1905 - 1978) va ser un pilot de motociclisme anglès que va destacar en competicions de trial i enduro durant les dècades del 1930 i 1940. Al llarg de la seva carrera va guanyar nombroses proves importants, com ara l'Scott Trial (1932 i 1937), el British Experts Trial (1938) i els Sis Dies d'Escòcia (1939). A banda, formà part de l'equip britànic que va guanyar el Trofeu als ISDT de 1948, disputats a San Remo, Itàlia. Jefferies va córrer també amb èxit al TT de l'Illa de Man durant la postguerra i va arribar a acabar segon a la cursa de la classe Clubman Senior TT els anys 1947 i 1949.
Des de 1947, el Bradford & District Motor Club organitza a Yorkshire una prova de trial en honor seu, l'Allan Jefferies Trophy Trial, que ha puntuat sovint per al campionat britànic.

## La família Jefferies
Allan Jefferies formava part d'una nissaga de motociclistes de West Yorkshire molt coneguda. El seu pare, Joseph Jefferies, va ser un pioner del motociclisme que fundà un taller a Shipley el 1901, el Ross Motor and Cycle Company. L'establiment, rebatejat com a Allan Jefferies Motorcycles en honor del seu primer fill, ha anat passant de pares a fills fins a l'actualitat, en què el dirigeix la besnéta de Joseph, Louise.
Dos fills d'Allan van destacar també en competició: Tony Jefferies (1948-2021), especialista en curses TT i Nick Jefferies (nascut el 1952), expert en trial i TT com el seu pare. El fill de Tony, David Jefferies (1972-2003), fou també un especialista en curses TT que justament trobà la mort en un accident mentre s'entrenava al TT de l'Illa de Man el 2003.

## Palmarès
- 1 victòria als Sis Dies d'Escòcia de Trial (1939)
- 2 victòries al Scott Trial (1932 i 1937)
- 1 victòria al British Experts Trial (1938)
- 1 victòria al Trofeu dels ISDT (1948)